# Danh sách lâu đài ở Slovakia
Danh sách các lâu đài, pháo đài, tu viện ở Slovakia. Danh sách được chia nhỏ theo khu vực và sắp xếp theo bảng chữ cái.

## Danh sách
| Khu vực         | Tên                               | Làng                | Tình trạng                                                | Nguyên bản | Phá hủy (bỏ hoang) | Ghi chú | Hình ảnh | Hình ảnh Commons                                            | Nguồn |
| --------------- | --------------------------------- | ------------------- | --------------------------------------------------------- | ---------- | ------------------ | ------- | -------- | ----------------------------------------------------------- | ----- |
| Banskobystrický | Trang viên St. Anthony            | Svätý Anton         | Được xây dựng lại thành một trang viên                    | Thế kỷ 15  |                    | DSVH    |          | Category:Manor in Svätý Anton on Wikimedia Commons          | [ 1 ] |
| Banskobystrický | Lâu đài Blh                       | Veľký Blh           | Tàn tích                                                  | Thế kỷ 13  | Thế kỷ 18          |         |          | Category:Blh Castle on Wikimedia Commons                    | [ 2 ] |
| Banskobystrický | Lâu đài Breznica                  |                     | Tàn tích                                                  |            |                    |         |          |                                                             | [ 2 ] |
| Banskobystrický | Tu viện Bzovík                    | Bzovík              | Tàn tích                                                  | Thế kỷ 12  |                    |         |          | Category:Bzovík Castle on Wikimedia Commons                 | [ 2 ] |
| Banskobystrický | Lâu đài Cerovo                    |                     | Tàn tích                                                  |            |                    |         |          |                                                             |       |
| Banskobystrický | Lâu đài Čabraď                    |                     | Tàn tích                                                  |            |                    |         |          | Category:Čabraď Castle on Wikimedia Commons                 | [ 2 ] |
| Banskobystrický | Lâu đài Divín                     |                     | Tàn tích                                                  |            |                    |         |          | Category:Divín Castle on Wikimedia Commons                  | [ 2 ] |
| Banskobystrický | Lâu đài Dobrá Niva                |                     | Tàn tích                                                  |            |                    |         |          |                                                             | [ 2 ] |
| Banskobystrický | Trang viên Dolná Mičiná           |                     | Đang được xây dựng lại                                    |            |                    |         |          |                                                             |       |
| Banskobystrický | Lâu đài Fiľakovský                |                     | Tàn tích                                                  |            |                    |         |          | Category:Fiľakovo Castle on Wikimedia Commons               | [ 2 ] |
| Banskobystrický | Lâu đài Gemerský                  |                     | Tàn tích                                                  |            |                    |         |          |                                                             | [ 2 ] |
| Banskobystrický | Lâu đài Hajnáčka                  |                     | Tàn tích                                                  |            |                    |         |          | Category:Hajnáčka castle on Wikimedia Commons               | [ 2 ] |
| Banskobystrický | Halič (zámok)                     |                     | Chuyển đổi thành khách sạn                                |            |                    |         |          | Category:Manor in Halič on Wikimedia Commons                | [ 3 ] |
| Banskobystrický | Lâu đài Slovenská Ľupča           | Slovenská Ľupča     | Được bảo tồn                                              |            |                    | DSVH    |          | Category:Ľupča Castle on Wikimedia Commons                  | [ 2 ] |
| Banskobystrický | Thị trấn lâu đài Banskej Bystrici | Banská Bystrica     | Được bảo tồn một phần                                     | Thế kỷ 15  |                    | DSVH    |          | Category:Banská Bystrica Castle on Wikimedia Commons        | [ 1 ] |
| Banskobystrický | Thị trấn lâu đài Kremnici         | Kremnica            | Xây dựng lại                                              |            |                    | DSVH    |          | Category:Kremnica Castle on Wikimedia Commons               | [ 1 ] |
| Banskobystrický | Lâu đài Modrý Kameň               |                     | Xây dựng lại thành bảo tàng                               |            |                    |         |          | Category:Modrý Kameň Castle on Wikimedia Commons            | [ 2 ] |
| Banskobystrický | Lâu đài Muráň                     |                     | Tàn tích                                                  | Thế kỷ 13  | Thế kỷ 18          |         |          | Category:Muráň Castle on Wikimedia Commons                  | [ 2 ] |
| Banskobystrický | Lâu đài Nový                      | Banská Štiavnica    | Được bảo tồn                                              | 1571       |                    |         |          | Category:Nový Zámok, Banská Štiavnica on Wikimedia Commons  | [ 2 ] |
| Banskobystrický | Lâu đài bỏ hoang (Sklené Teplice) |                     | Tàn tích                                                  |            |                    |         |          |                                                             | [ 2 ] |
| Banskobystrický | Lâu đài bỏ hoang (Zvolen)         |                     | Tàn tích                                                  |            |                    |         |          | Category:Pustý hrad on Wikimedia Commons                    | [ 2 ] |
| Banskobystrický | Lâu đài Revište                   |                     | Tàn tích                                                  |            |                    |         |          | Category:Revište Castle on Wikimedia Commons                | [ 2 ] |
| Banskobystrický | Lâu đài Sitniansky                |                     | Tàn tích                                                  |            |                    |         |          |                                                             | [ 2 ] |
| Banskobystrický | Lâu đài Starý                     | Banská Štiavnica    | Xây dựng lại thành bảo tàng                               |            |                    | DSVH    |          | Category:Starý zámok, Banská Štiavnica on Wikimedia Commons | [ 1 ] |
| Banskobystrický | Lâu đài Šomoška                   |                     | Tàn tích                                                  |            |                    |         |          | Category:Šomoška Castle on Wikimedia Commons                | [ 2 ] |
| Banskobystrický | Lâu đài Šášovský                  |                     | Tàn tích                                                  |            |                    |         |          | Category:Šášovský hrad on Wikimedia Commons                 | [ 2 ] |
| Banskobystrický | Lâu đài Vígľašský                 |                     | Xây dựng lại thành khách sạn                              |            |                    |         |          | Category:Vígľaš Castle on Wikimedia Commons                 | [ 2 ] |
| Banskobystrický | Lâu đài Zvolenský                 | Zvolen              | Được xây dựng lại                                         | Thế kỷ 14  |                    | DSVH    |          | Category:Zvolen Castle on Wikimedia Commons                 | [ 1 ] |
| Banskobystrický | Lâu đài Žakýlsky                  | Podhorie            | Bị phá hủy hoàn toàn                                      | Thế kỷ 16  |                    |         |          |                                                             |       |
| Bratislavský    | Biely Kameň                       |                     | Tàn tích                                                  |            |                    |         |          | Category:Biely kameň on Wikimedia Commons                   | [ 2 ] |
| Bratislavský    | Lâu đài Bratislavský              | Bratislava          | Được bảo tồn                                              |            |                    | DSVH    |          | Category:Bratislava Castle on Wikimedia Commons             | [ 1 ] |
| Bratislavský    | Lâu đài Čeklís                    |                     | Tàn tích                                                  |            |                    |         |          | Category:Čeklís Castle on Wikimedia Commons                 | [ 2 ] |
| Bratislavský    | Lâu đài Devínsky                  | Bratislava (Devín)  | Tàn tích                                                  |            |                    | DSVH    |          | Category:Devín Castle on Wikimedia Commons                  | [ 1 ] |
| Bratislavský    | Dračí hrádok                      |                     | Tàn tích                                                  |            |                    |         |          | Category:Dračí hrádok on Wikimedia Commons                  |       |
| Bratislavský    | Eberhard                          |                     | Xây dựng lại thành trường học                             |            |                    |         |          |                                                             |       |
| Bratislavský    | Pajštún                           | Borinka             | Tàn tích                                                  | Thế kỷ 13  | 1809               |         |          | Category:Pajštún on Wikimedia Commons                       | [ 2 ] |
| Bratislavský    | Pezinský zámok                    | Pezinok             | Xây dựng lại                                              | Thế kỷ 13  |                    |         |          | Category:Pezinok Castle on Wikimedia Commons                | [ 4 ] |
| Bratislavský    | Lâu đài Plavecký                  |                     | Tàn tích                                                  |            |                    |         |          | Category:Plavecký hrad on Wikimedia Commons                 | [ 5 ] |
| Bratislavský    | Lâu đài Červený Kameň             | Častá               | Được bảo tồn                                              | Thế kỷ 13  |                    | DSVH    |          | Category:Červený Kameň on Wikimedia Commons                 | [ 1 ] |
| Košický         | Lâu đài Abovský starý             |                     | Bị phá hủy hoàn toàn                                      |            |                    |         |          |                                                             |       |
| Košický         | Lâu đài Bačkov                    |                     | Bị phá hủy hoàn toàn                                      | Thế kỷ 14  | Thế kỷ 17          |         |          |                                                             | [ 2 ] |
| Košický         | Lâu đài Barca                     |                     | Bị phá hủy hoàn toàn                                      |            |                    |         |          |                                                             |       |
| Košický         | Lâu đài Borša                     |                     | Bị phá hủy hoàn toàn, vị trí hiện tại là tòa lâu đài khác |            |                    |         |          |                                                             |       |
| Košický         | Lâu đài Boťany                    |                     | Bị phá hủy hoàn toàn, vị trí hiện tại là tòa lâu đài khác |            |                    |         |          |                                                             |       |
| Košický         | Lâu đài Braničevský               |                     | Bị phá hủy hoàn toàn                                      |            |                    |         |          |                                                             | [ 2 ] |
| Košický         | Lâu đài Brzotín                   |                     | Tàn tích                                                  |            |                    |         |          |                                                             | [ 2 ] |
| Košický         | Budimírsky kaštieľ                |                     | Xây dựng lại thành bảo tàng                               |            |                    |         |          |                                                             | [ 1 ] |
| Košický         | Lâu đài Budkovce                  |                     | Bị phá hủy hoàn toàn                                      |            |                    |         |          |                                                             |       |
| Košický         | Lâu đài Cejkov                    |                     | Tàn tích                                                  |            |                    |         |          |                                                             | [ 2 ] |
| Košický         | Lâu đài Gelnica                   |                     | Tàn tích                                                  |            |                    |         |          |                                                             | [ 2 ] |
| Košický         | Kláštorisko                       |                     | Tàn tích                                                  |            |                    | DSVH    |          | Category:Kláštorisko on Wikimedia Commons                   | [ 1 ] |
| Košický         | Lâu đài Košický                   |                     | Tàn tích                                                  |            |                    |         |          | Category:Košický hrad on Wikimedia Commons                  | [ 6 ] |
| Košický         | Lâu đài Krásna Hôrka              |                     | Được bảo tồn, đang được tái thiết sau một trận hỏa hoạn.  |            |                    |         |          | Category:Krásna Hôrka on Wikimedia Commons                  | [ 1 ] |
| Košický         | Lâu đài Michalovský               |                     | Bị phá hủy hoàn toàn                                      |            |                    |         |          |                                                             | [ 2 ] |
| Košický         | Lâu đài Parič                     | Trebišov            | Tàn tích                                                  |            |                    |         |          | Category:Trebišov Castle on Wikimedia Commons               | [ 2 ] |
| Košický         | Lâu đài Slanecký                  | Slanské Nové Mesto  | Tàn tích                                                  |            |                    |         |          | Category:Slanec Castle on Wikimedia Commons                 |       |
| Košický         | Spišský                           |                     | Tàn tích                                                  |            |                    | DSVH    |          | Category:Spiš Castle on Wikimedia Commons                   |       |
| Košický         | Lâu đài Turniansky                |                     | Tàn tích                                                  |            |                    |         |          | Category:Turniansky hrad on Wikimedia Commons               |       |
| Košický         | Lâu đài Veľký Kamenec             | Veľký Kamenec       | Tàn tích                                                  | Thế kỷ 13  | 1672               |         |          | Category:Veľký Kamenec Castle on Wikimedia Commons          |       |
| Košický         | Lâu đài Viniansky                 | Vinné               | Tàn tích                                                  |            |                    |         |          | Category:Vinné Castle on Wikimedia Commons                  |       |
| Košický         | Lâu đài Zemplínsky                |                     | Tàn tích                                                  |            |                    |         |          |                                                             |       |
| Nitriansky      | Lâu đài Čierny                    |                     | Tàn tích                                                  |            |                    |         |          |                                                             |       |
| Nitriansky      | Lâu đài Dievčí                    |                     | Tàn tích                                                  |            |                    |         |          |                                                             |       |
| Nitriansky      | Džigerdelen Parkan                |                     | Bị phá hủy hoàn toàn                                      |            |                    |         |          |                                                             |       |
| Nitriansky      | Gýmeš                             |                     | Tàn tích                                                  |            |                    |         |          | Category:Gýmeš Castle on Wikimedia Commons                  |       |
| Nitriansky      | Lâu đài Hrušov                    |                     | Tàn tích                                                  | Thế kỷ 13  | 1708               |         |          | Category:Hrušov Castle on Wikimedia Commons                 |       |
| Nitriansky      | Kokot (Štúrovo)                   |                     | Bị phá hủy hoàn toàn                                      |            |                    |         |          | Category:Castle on Wikimedia Commons                        |       |
| Nitriansky      | Lâu đài Levický                   |                     | Tàn tích                                                  |            |                    |         |          | Category:Levice Castle on Wikimedia Commons                 |       |
| Nitriansky      | Nitriansky                        |                     | Được bảo tồn, tòa giám mục                                |            |                    | DSVH    |          | Category:Nitra Castle on Wikimedia Commons                  |       |
| Nitriansky      | Lâu đài Oponický                  |                     | Tàn tích                                                  |            |                    |         |          |                                                             |       |
| Nitriansky      | Lâu đài Tekovský                  |                     | Bị phá hủy hoàn toàn                                      |            |                    |         |          |                                                             |       |
| Nitriansky      | Lâu đài Topoľčiansky              |                     | Tàn tích                                                  |            |                    |         |          | Category:Topoľčany Castle on Wikimedia Commons              |       |
| Prešovský       | Lâu đài Bardejovský               |                     | Bị phá hủy hoàn toàn                                      |            |                    |         |          |                                                             |       |
| Prešovský       | Lâu đài Bodoň                     |                     | Bị phá hủy hoàn toàn                                      |            |                    |         |          | Category:Bodoň (lâu đài) on Wikimedia Commons               |       |
| Prešovský       | Lâu đài Brekovský                 |                     | Tàn tích                                                  |            |                    |         |          | Category:Brekov Castle on Wikimedia Commons                 |       |
| Prešovský       | Lâu đài Brestov                   |                     | Tàn tích                                                  |            |                    |         |          |                                                             |       |
| Prešovský       | Lâu đài Čičava                    |                     | Tàn tích                                                  |            |                    |         |          | Category:Čičava Castle on Wikimedia Commons                 |       |
| Prešovský       | Lâu đài Holumnický                |                     | Tàn tích                                                  |            |                    |         |          |                                                             |       |
| Prešovský       | Lâu đài Jasenov                   |                     | Tàn tích                                                  | Thế kỷ 13  | 1644               |         |          | Category:Jasenov Castle on Wikimedia Commons                |       |
|                 |                                   |                     |                                                           |            |                    |         |          |                                                             |       |
| Prešovský       | Lâu đài Kapušiansky               |                     | Tàn tích                                                  |            |                    |         |          | Category:Kapušany Castle on Wikimedia Commons               |       |
| Prešovský       | Kežmarský zámok                   |                     | Được bảo tồn, bảo tàng                                    |            |                    |         |          | Category:Kežmarok Castle on Wikimedia Commons               |       |
| Prešovský       | Lâu đài Ľubovniansky              | Stará Ľubovňa       | Được bảo tồn một phần                                     |            |                    |         |          | Category:Ľubovňa Castle on Wikimedia Commons                |       |
| Prešovský       | Podolínsky mestský - Ratúš        | Podolínec           | Được bảo tồn                                              | 1409       |                    | DSVH    |          |                                                             |       |
| Prešovský       | Lâu đài Plaveč                    | Plaveč              | Tàn tích                                                  |            |                    |         |          | Category:Plaveč Castle on Wikimedia Commons                 |       |
| Prešovský       | Lâu đài Stropkovský               |                     | Bị phá hủy hoàn toàn                                      |            |                    |         |          |                                                             |       |
| Prešovský       | Lâu đài Šarišský                  |                     | Tàn tích                                                  |            |                    |         |          | Category:Šarišský hrad on Wikimedia Commons                 |       |
| Prešovský       | Lâu đài Šebeš                     |                     | Tàn tích                                                  |            |                    |         |          | Category:Hrad Šebeš on Wikimedia Commons                    |       |
| Prešovský       | Lâu đài Zbojnícky                 |                     | Tàn tích                                                  |            |                    |         |          | Category:Zbojnícky zámok on Wikimedia Commons               |       |
| Prešovský       | Lâu đài Zborovský                 |                     | Tàn tích                                                  |            |                    |         |          | Category:Zborov Castle on Wikimedia Commons                 |       |
| Trenčiansky     | Lâu đài Bánovský                  |                     | Bị phá hủy hoàn toàn                                      |            |                    |         |          |                                                             |       |
| Trenčiansky     | Lâu đài Beckovský                 | Beckov              | Tàn tích                                                  | Thế kỷ 12  | 1727               | DSVH    |          | Category:Beckov Castle on Wikimedia Commons                 |       |
| Trenčiansky     | Bojnický zámok                    | Bojnice             | Được xây dựng lại                                         | Thế kỷ 12  |                    | DSVH    |          | Category:Bojnice Castle on Wikimedia Commons                |       |
| Trenčiansky     | Bošany (hrádok)                   |                     | Được xây dựng lại thành một trang viên                    |            |                    |         |          |                                                             |       |
| Trenčiansky     | Čachtický                         |                     | Tàn tích                                                  |            |                    |         |          | Category:Čachtice Castle on Wikimedia Commons               |       |
| Trenčiansky     | Diviacka Nová Ves (hrádok)        |                     | Được xây dựng lại thành một trang viên                    |            |                    |         |          | Category:Manor in Diviacka Nová Ves on Wikimedia Commons    |       |
| Trenčiansky     | Lâu đài Lednica                   |                     | Tàn tích                                                  |            |                    |         |          | Category:Lednica Castle on Wikimedia Commons                |       |
| Trenčiansky     | Lâu đài Považský                  |                     | Tàn tích                                                  |            |                    |         |          | Category:Považský hrad on Wikimedia Commons                 |       |
| Trenčiansky     | Tematín                           | Lúka                | Tàn tích                                                  | Thế kỷ 13  | Thế kỷ 18          |         |          | Category:Tematín Castle on Wikimedia Commons                |       |
| Trenčiansky     | Trenčiansky                       | Trenčín             | Được bảo tồn                                              | Thế kỷ 10  |                    | DSVH    |          | Category:Trenčín Castle on Wikimedia Commons                |       |
| Trenčiansky     | Lâu đài Vršatský                  |                     | Tàn tích                                                  |            |                    |         |          |                                                             |       |
| Trnavský        | Lâu đài Branč                     |                     | Tàn tích                                                  |            |                    |         |          | Category:Branč Castle on Wikimedia Commons                  |       |
| Trnavský        | Branč (hrádok)                    |                     | Bị phá hủy hoàn toàn                                      |            |                    |         |          | Category:Castle on Wikimedia Commons                        |       |
| Trnavský        | Lâu đài Dobrá Voda                |                     | Tàn tích                                                  |            |                    |         |          | Category:Dobrá Voda Castle on Wikimedia Commons             |       |
| Trnavský        | Hlohovský zámok                   | Hlohovec            | Được xây dựng lại                                         | Thế kỷ 11  |                    |         |          | Category:Hlohovec Castle on Wikimedia Commons               |       |
| Trnavský        | Korlátka                          |                     | Tàn tích                                                  |            |                    |         |          | Category:Korlátka on Wikimedia Commons                      |       |
| Trnavský        | Ostrý Kameň                       |                     | Tàn tích                                                  |            |                    |         |          | Category:Ostrý Kameň on Wikimedia Commons                   |       |
| Trnavský        | Smolenický zámok                  |                     | Được xây dựng lại, đa chức năng                           |            |                    |         |          | Category:Smolenice Castle on Wikimedia Commons              |       |
| Žilinský        | Lâu đài Blatnický                 |                     | Tàn tích                                                  |            |                    |         |          | Category:Blatnica Castle on Wikimedia Commons               |       |
| Žilinský        | Budatínsky zámok                  |                     | Xây dựng lại thành bảo tàng                               |            |                    |         |          | Category:Budatín Castle on Wikimedia Commons                |       |
| Žilinský        | Kaštieľ v Bytči                   |                     | Được xây dựng lại, đa chức năng                           |            |                    | DSVH    |          | Category:Bytča Castle on Wikimedia Commons                  |       |
| Žilinský        | Hrad Likava                       |                     | Tàn tích                                                  |            |                    |         |          | Category:Likava Castle on Wikimedia Commons                 |       |
| Žilinský        | Liptovský hrádok                  |                     | Tàn tích                                                  |            |                    |         |          | Category:Liptovský Hrádok Castle on Wikimedia Commons       |       |
| Žilinský        | Lâu đài Hričov                    |                     | Tàn tích                                                  | Thế kỷ 13  | Thế kỷ 17          |         |          | Category:Hričovský hrad on Wikimedia Commons                |       |
| Žilinský        | Lâu đài Kuneradský                | Kunerad             | Được bảo tồn                                              | 1916       |                    |         |          |                                                             |       |
| Žilinský        | Lâu đài Lietava                   |                     | Tàn tích                                                  | Thế kỷ 13  | Thế kỷ 18          |         |          | Category:Lietava Castle on Wikimedia Commons                |       |
| Žilinský        | Lâu đài Liptovský                 |                     | Tàn tích                                                  |            |                    |         |          |                                                             |       |
| Žilinský        | Lâu đài Oravský                   |                     | Được bảo tồn, bảo tàng                                    |            |                    | DSVH    |          | Category:Orava Castle on Wikimedia Commons                  |       |
| Žilinský        | Lâu đài Rajecký                   |                     | Tàn tích                                                  |            |                    |         |          | Category:Castle on Wikimedia Commons                        |       |
| Žilinský        | Lâu đài Sklabiňa                  |                     | Tàn tích                                                  | Thế kỷ 13  | Thế kỷ 18          |         |          | Category:Sklabiňa Castle on Wikimedia Commons               |       |
| Žilinský        | Lâu đài Starý                     |                     | Tàn tích                                                  | Thế kỷ 13  | Thế kỷ 16          |         |          | Category:Starhrad on Wikimedia Commons                      |       |
| Žilinský        | Lâu đài Strečniansky              |                     | Được bảo tồn, bảo tàng                                    |            |                    | DSVH    |          | Category:Strečno Castle on Wikimedia Commons                |       |
| Žilinský        | Súľov                             | Súľov-Hradná        | Tàn tích                                                  | Thế kỷ 15  | 1780               |         |          | Category:Súľovský hrad on Wikimedia Commons                 |       |
| Žilinský        | Lâu đài Zniev                     | Kláštor pod Znievom | Tàn tích                                                  | Thế kỷ 13  | Thế kỷ 18          |         |          | Category:Zniev Castle on Wikimedia Commons                  |       |
| Žilinský        | Lâu đài Žilinský                  | Žilina              | Bị phá hủy hoàn toàn                                      | Thế kỷ 14  | Thế kỷ 15          |         |          |                                                             |       |